# 3652 Soros
3652 Soros је астероид главног астероидног појаса чија средња удаљеност од Сунца износи 2,365 астрономских јединица (АЈ).
Апсолутна магнитуда астероида је 13,0.